# Brevet d'aptitude professionnelle d'assistant animateur technicien
 (mars 2024).
Le Brevet d'aptitude professionnelle d'assistant animateur technicien, ou BAPAAT, est un diplôme français délivré par le ministère de la Jeunesse et des Sports.

## Description
Le titre délivré est de niveau III (CAP-BEP). Ce brevet permet d'assumer la prise en charge d'une activité auprès de groupes par exemple dans un ensemble construit, négocié et évalué par un cadre de niveau supérieur (BPJEPS). Il permet également d'être animateur en Accueil Collectif de Mineurs (ACM). Il est le premier niveau de qualification professionnelle pour l'animation et l'encadrement des activités sportives et socioculturelles. Ce diplôme est remplacé depuis 2019 par le CP JEPS d'un niveau équivalent (III-CAP-BEP). 

## Déroulement et contenu
Elle se déroule en alternance : centre de formation/lieu d’activité professionnelle. Le volume de la formation comprend 1 500 à 2 000 heures d’enseignements généraux, technologiques et professionnels.
Les formations sont organisées à partir de trois options :
Loisirs du jeune et de l'enfant (auprès des enfants et des jeunes, les maisons de quartier, les équipements de proximité, centre social, maison de l'enfance, MJC, fonction publique territorial…). 
Pour l’option « loisir du jeune et de l’enfant » :
- Il participe à l’encadrement de tout type de public dans une pratique de loisirs : il accueille et informe les enfants et les jeunes au sein de sa structure ; il organise la vie collective ; il accompagne l’enfant et le jeune dans la conception et la conduite de leurs projets.
- Il participe à l’encadrement des activités de découverte, d’initiation et d’animation : il organise, encadre, anime et accompagne, dans le respect du projet d’activité global de la structure, des activités ludiques visant le développement et la prise de responsabilité de l’enfant et du jeune dans son milieu.
- Il met en œuvre une démarche de socialisation et d’accès à la citoyenneté.
- Il participe au fonctionnement de la structure et intervient dans le projet d’activité : il organise son animation dans le cadre du projet pédagogique de l’institution, en préservant l’intégrité physique du public, dans les normes et les conditions de sécurité conformes à la réglementation de l’activité.
- Il situe la nature de sa structure auprès des publics et promeut les prestations ; il participe à la gestion logistique, administrative et comptable du projet d’animation de la structure.
- Il suit et rend compte de l’avancement d’un projet d’activité.

Loisirs tout public dans les sites et structures d'accueil collectif (auprès d'un public de tous âges dans les villages vacances, les stations thermales, les stations balnéaires, les offices de tourisme, les gîtes ruraux, les bases de loisirs, les parcs d’attractions…). 
- Loisirs de pleine nature (auprès d'un public de tous âges dans : les parcs naturels et toutes les structures faisant la promotion des loisirs de pleine nature).

Les formations proposent au moins un support technique :
- Les supports sportifs : escalade, course d’orientation, randonnée pédestre, spéléologie, bicross, vélo tout terrain, randonnée nautique, randonnée équestre, poney, jeux collectifs, roller-skating, tennis de table, tir à l’arc.
- Les supports socioculturels : activités musicales, image et son vidéo, et image et son/radio, activités scientifiques, activités plastiques, activités d’expression corporelle, écriture-lecture, patrimoine ethnologique, jeux, activités théâtrales, activités manuelles, découverte de l’environnement…